# Lavoisiera firmula
Lavoisiera firmula är en tvåhjärtbladig växtart som beskrevs av Dc.. Lavoisiera firmula ingår i släktet Lavoisiera och familjen Melastomataceae. Inga underarter finns listade i Catalogue of Life.